# Kriegsberichterstattung

ARD-Berichterstattung aus Afghanistan (2009)

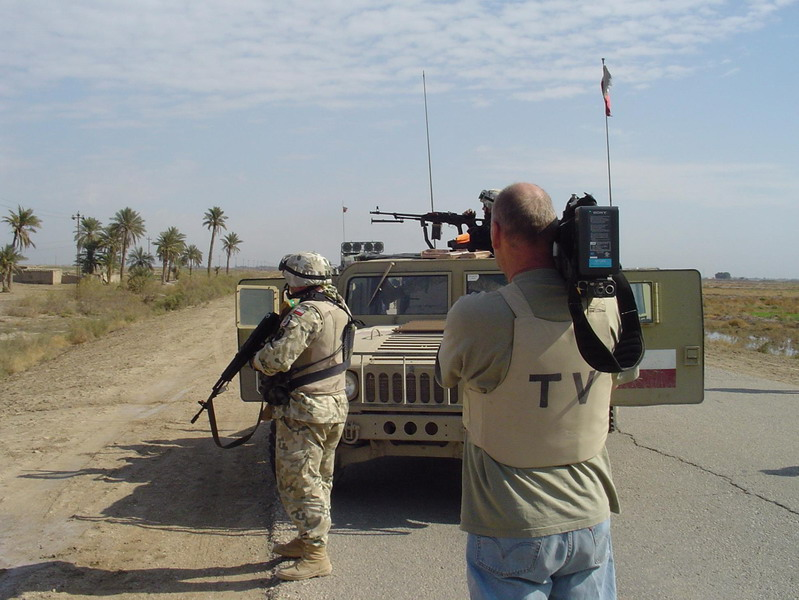
Polnisches Kamerateam im Irak (2005)

Der Begriff Kriegsberichterstattung bezeichnet die journalistische Berichterstattung in Massenmedien über Kriege und kriegsähnliche Auseinandersetzungen und Konflikte. Dazu gehören sowohl die Berichterstattung über die politischen und militärischen Ereignisse an sich als auch Hintergrundberichte zu entsprechenden diplomatischen, humanitären und wirtschaftlichen Themen. Die fotojournalistische Dokumentation von Krisen und bewaffneten Konflikten bezeichnet man als Kriegsfotografie. Kriegsberichtserstattung wird häufig der Parteinahme und Lüge bezichtigt. Formulierungen wie „nach unbestätigten Informationen“ nähren den Verdacht der Meinungsmanipulation.

## Geschichte

### Die Anfänge der Kriegsberichterstattung

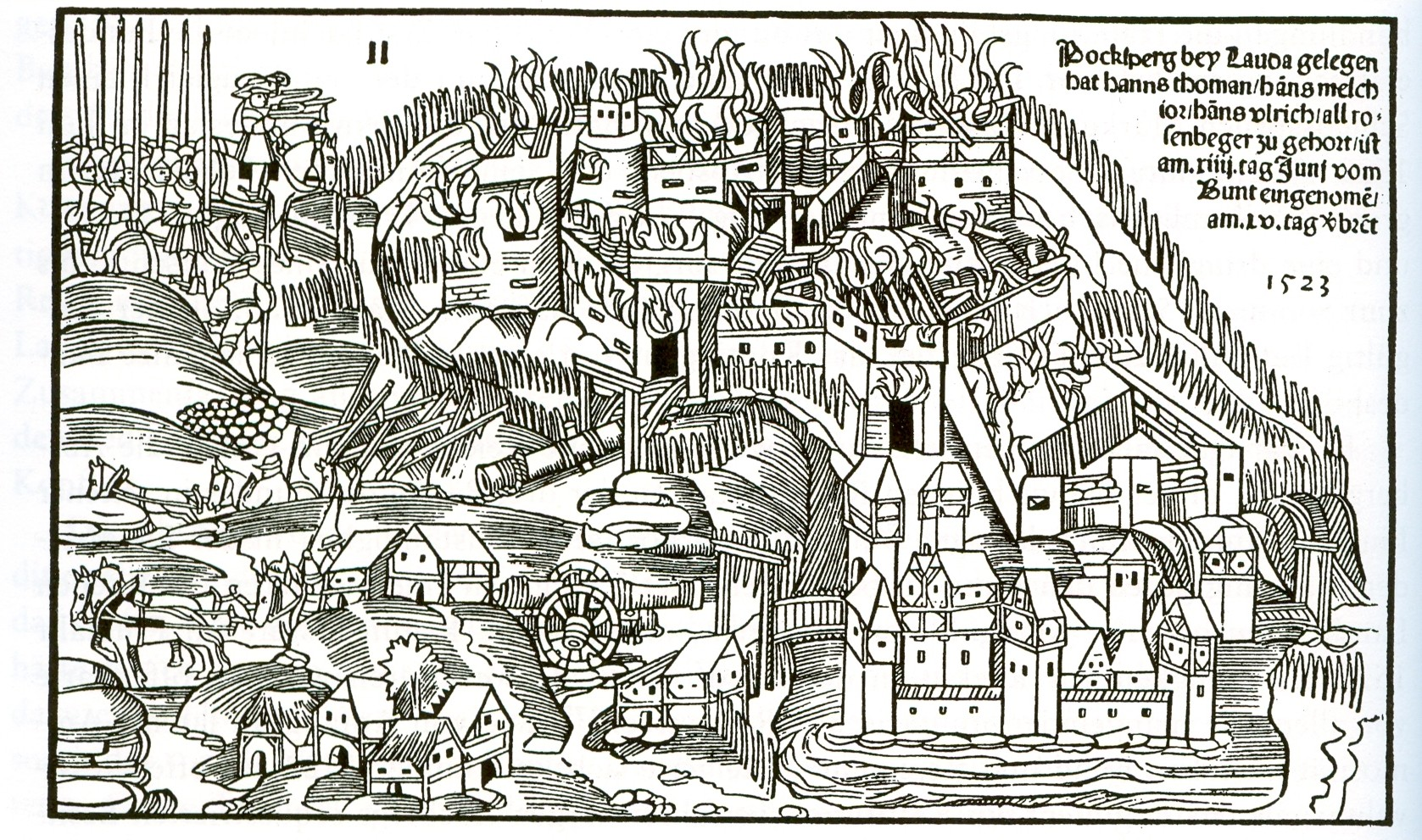
Holzschnitt zur Zerstörung der Burg von Boxberg 1523 von Hans Wandereisen, er begleitete den Schwäbischen Bund bei seiner Strafexpedition gegen Anhänger des Raubritters Hans Thomas von Absberg. Da viele Menschen seiner Zeit nicht lesen und schreiben konnten, erfolgte sein Bericht in Bildform.

Schon vor der Erfindung der Schrift und auch noch lange danach dienten in erster Linie heimkehrende Soldaten als Berichterstatter.
Alexander der Große erkannte früh die Bedeutung von Kriegsberichten. Auf seinen Feldzügen waren Schreiber anwesend, die seine Kriegserfolge dokumentierten und weiterleiteten und somit seinen Ruf als siegreicher Feldherr früh festigten. Doch nicht nur über Sieg und Niederlage wurde berichtet, die Kriegsberichterstattung diente auch der Desinformation des Gegners und zur Manipulation der öffentlichen Meinung. So erhofften sich Herrscher Legitimation und politische Unterstützung in der Heimat für ihre militärischen Vorhaben. Ein Beispiel für den Fall, wo der General sogar sein eigener Kriegsberichterstatter war, ist Gaius Iulius Caesars De bello Gallico.
Nach der Erfindung des Buchdrucks durch Johannes Gutenberg um das Jahr 1450 konnten erstmals Kriegsberichte einem großen Publikum zugänglich gemacht werden. In dem ersten Druck, der den Begriff Zeitung erwähnte – 1502 Newe Zeytung von orient und auff gange – wurde die zwei Jahre zurückliegende Eroberung der Insel Lesbos durch Venezianer und Franzosen thematisiert. Der Krieg entwickelte sich in den neuen Druckmedien zu einem bevorzugten Sujet. Vor allem über die Kriege gegen das Osmanische Reich wurde berichtet. 73 % der Zeitungen von 1515 bis 1662 behandelten Krieg und Politik als vorrangiges Thema.
Napoléon Bonaparte erkannte als einer der Ersten die Bedeutung der neuen Druckmedien in Kriegszeiten. Auf ihn geht der Satz zurück: „Drei feindliche Zeitungen sind mehr zu fürchten als tausend Bajonette“. Er führte Armeezeitungen ein, die über seine Feldzüge berichteten. Die freie Presse lenkte er durch Bestechung und Verbote in die gewünschte Richtung. Jedoch erfüllten die geschönten Meldungen Bonapartes auf Dauer nicht ihren Zweck. Politik und Medien wurden in der Bevölkerung zusehends unglaubwürdig.
Bilder von Kriegen waren, bevor die Technik der Fotografie erfunden wurde, nur in Form von handgefertigten Skizzen, Zeichnungen oder Gemälden zu sehen. Doch zumeist zeigten diese, auch durch offiziell beauftragte Kriegsmaler angefertigten Bilder nur ein geschöntes oder heldenhaftes Bild des Krieges, in denen vor allem die (siegreichen) Kriegsführer im Mittelpunkt standen.
In deutlichem Kontrast hierzu stand die Arbeit zum Thema Krieg des spanischen Künstlers Francisco de Goya. In 82 Radierungen zu seinem Zyklus „Los Desastros de la Guerra“ von 1810 bis 1820 bildete Goya den napoleonischen Feldzug in Spanien mit seinen Gräueltaten plastisch ab und vermittelte so die Grausamkeit des Krieges aus neuer Perspektive.

### Der erste Pressekrieg

War News from Mexico, Gemälde von Richard Caton Woodville, 1848

Mit der Einführung neuer Kommunikationstechniken nahm die Kriegsberichterstattung an Bedeutung zu. Wurde bisher meistens von militärischer Seite berichtet, so wurden durch die rasche Verbreitung der Tageszeitungen in der ersten Hälfte des 19. Jahrhunderts erste zivile Kriegsreporter tätig. Die Verlage erkannten die auflagensteigernde Wirkung von Kriegsberichten.
Der Krimkrieg Russlands gegen England, Frankreich und das Osmanische Reich von 1853 bis 1856 leitete den ersten sogenannten Pressekrieg der Geschichte ein. Zahlreiche britische und französische Reporter berichteten von den Kampfhandlungen. Die Krisenkommunikation wurde erstmals von Zeitungsverlagen selbst organisiert. Militär und Medien sahen sich hier mit einer völlig neuen Situation konfrontiert. In der Anfangsphase des Krimkrieges gab es noch keine institutionalisierte Zensur und Presselenkung. Die Behandlung der Medien mussten die Militärs erst lernen, die Anwesenheit von Journalisten auf dem Schlachtfeld war neu und ungewohnt.
Der für die Londoner Times berichtende William Howard Russell gilt als der erste bekannte Kriegsberichterstatter. Was Russell auf der Krim sah und schrieb, gefiel den Heerführern nicht. Die Soldaten seien unterversorgt, es herrsche Typhus und Cholera. Russell berichtete zudem, die Offiziere verhielten sich wie auf einer Picknicktour. Von Seiten des Militärs gab es scharfe Proteste. Später wurde Russell sogar wegen seiner offenen und neutralen Berichterstattung der Spionage bezichtigt. Die freie Berichterstattung wurde den kriegführenden Parteien zusehends hinderlich, sodass sie zum Ende des Krieges die Reportagen zensierten.
Ein weiterer renommierter Kriegsberichterstatter war Ferdinando Petruccelli della Gattina, bekannt durch seine Reportagen aus den Italienischen Unabhängigkeitskriegen und dem Deutsch-Französischen Krieg. Jules Claretie von Le Figaro lobte seine Berichterstattung über die Schlacht bei Custozza.
Obwohl bereits zur Zeit des Krimkrieges Datenübermittlung durch die Telegrafie möglich war, wurde sie wegen der fehlenden Infrastruktur selten genutzt. Die Kriegsberichte übermittelte man überwiegend über den normalen Postweg. Zu diesem Zeitpunkt hielt auch das Medium der Fotografie Einzug in die Berichterstattung. Der Engländer Roger Fenton begleitete die britische Truppe auf der Krimhalbinsel mit seinem Laborwagen. Seine Bilder zeigten allerdings kein authentisches Bild vom Krieg. Sie enthielten keinerlei Schlachtszenen oder Tote, sondern nur Bilder von Soldaten. Fentons Arbeit war ein von der britischen Regierung finanziertes Projekt „[…] mit dem neuen, ‚objektiven‘ Medium ein von seinen Schrecken bereinigtes Bild des Krieges zu produzieren“ und belegte unfreiwillig Russells Beobachtungen eines „Picknick-Krieges“.
Trotz der Restriktionen der britischen Regierung gelang es einigen von privater Seite angestellten Journalisten, Schlachtenaufnahmen im Nachhinein zu machen, die das wahre Ausmaß des Krieges erahnen ließen. Doch auch auf diesen Bildern sind Kriegsopfer nicht zu sehen. Erst im Amerikanischen Bürgerkrieg wurden von dem Fotografen Mathew Brady auch tote Soldaten abgebildet.
Im sogenannten Pariser Kommunardenaufstand von 1871 wurden Bilder von Toten erstmals als propagandistische Waffe eingesetzt, um die Aufständischen zu verunglimpfen bzw. abzuschrecken. Doch solche Bilder bildeten die Ausnahme in der damaligen zeitgenössischen Kriegsfotografie. Die Mehrzahl der Aufnahmen zeigten Gruppen von Soldaten in einer eher gemütlichen Runde und vermittelten nicht das wahre Ausmaß von Tod, Leid und Zerstörung.
Die Zeit zwischen den Anfängen der Kriegsberichterstattung im Krimkrieg bis zum Ersten Weltkrieg wird von dem Kriegsberichterstatter Phillip Knightley als „Goldenes Zeitalter“ der Krisenkommunikation bezeichnet. Zum einen expandierte das Pressewesen in vielen Ländern aufgrund einer Steigerung der Nachfrage nach Zeitungen. Daneben gab es unzählige Kriege und Konflikte, wie bspw. die vielen Kolonialkriege (Burenkrieg 1899–1902, Boxeraufstand 1900), die von zahlreichen Reportern begleitet wurden. Somit festigte sich diese neue Form des Journalismus in der Gesellschaft. Doch in dieser Hochphase der Kriegsberichterstattung wurde der Krieg von den Reportern weniger als grausamer Krieg mit Leid und Tod, sondern vielmehr als Abenteuerspiel für Männer dargestellt:

“To readers in London or New York, distant battles in strange places must have seemed unreal, and the Golden Age style of war reporting – where guns flash, cannons thunder, the struggle rages, the general is brave, the soldiers are gallant, and their bayonets make short work of the enemy – only added to the illusion that it was all a thrilling adventure story.”

„Den Lesern in London oder New York müssen ferne Schlachten an fremden Orten unwirklich erschienen sein, und das Goldene Zeitalter der Kriegsberichterstattung – wobei Geschütze blitzen, Kanonen donnern, der Kampf wütet, der General tapfer ist, die Soldaten edel kämpfen und ihre Bajonetts kurzen Prozess mit dem Feind machen – trug nur zur Illusion bei, dass dies alles eine aufregende Abenteuergeschichte sei.“

### Propaganda im Ersten Weltkrieg

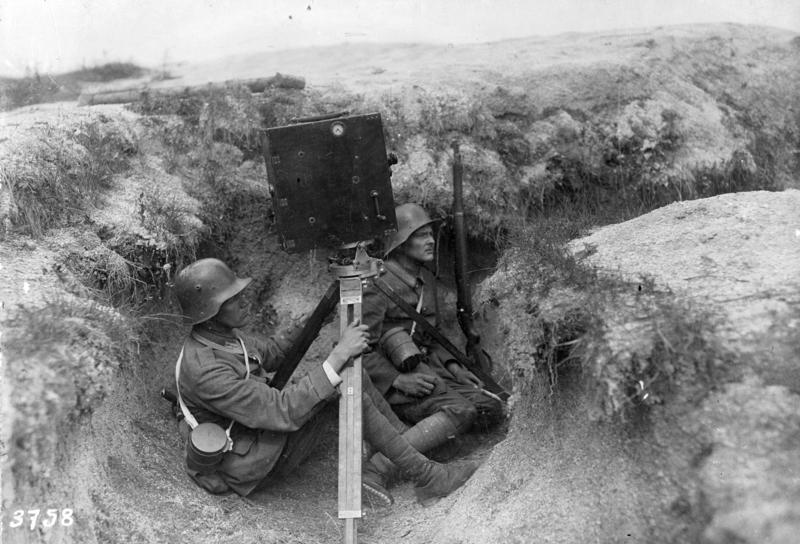
Erster Weltkrieg: Kriegsberichterstatter im Schützengraben (1917)

Im Ersten Weltkrieg war die Kriegsberichterstattung erstmals auch mit Filmaufnahmen möglich. Neben Wochenschauen, wie etwa in Österreich-Ungarn das Kriegs-Journal der Wiener Kunstfilm oder der Sascha-Kriegswochenbericht der Sascha Filmindustrie für die Kinos, die Bilder vom Frontgeschehen zeigten, wurde das junge Medium Film auch exzessiv für die Propaganda im Ersten Weltkrieg missbraucht. Zu den ersten Kriegsberichterstattern des Films zählte Eduard Hoesch, der vom österreichisch-ungarischen Kaiser Karl sogar zum „persönlichen Operateur“ ernannt wurde, und ihn daraufhin bei dessen Besuchen an den Kriegsschauplätzen stets begleitete. Der überwiegend aus Originalaufnahmen bestehende britische Film Die Schlacht an der Somme von 1916 gilt als der erste wirkliche Dokumentarfilm in der Geschichte des Kinos und hielt bis zur Veröffentlichung von Krieg der Sterne gut 60 Jahre lang den Publikumsrekord an den britischen Kinokassen.

### 1936 bis 1945
Im Spanischen Bürgerkrieg dokumentierte der aus Ungarn stammende US-Amerikaner Robert Capa den Kampf der republikanischen Truppen gegen die aufständischen franquistischen Truppen. Am 5. September 1936 entstand dabei die Fotografie eines fallenden republikanischen Soldaten im Augenblick seines Todes, die zum bekanntesten Einzelbild des Bürgerkrieges und zu einer fotografischen Ikone des 20. Jahrhunderts avancierte.
Auch im Zweiten Weltkrieg war Robert Capa aktiv und begleitete amerikanische Truppen bei ihren Kämpfen in Europa. Die wenigen originalen Aufnahmen, die von der alliierten Landung auf Omaha Beach existieren, stammen von Capa.
Im Nationalsozialismus wurden die Kriegsberichterstatter „Kriegsberichter“ genannt. Über Propagandakompanien der Wehrmacht:
Der sowjetische Fotograf Jewgeni Chaldei begleitete im April/Mai 1945 die Eroberung Berlins durch die Rote Armee. Sein Foto Auf dem Berliner Reichstag, 2. Mai 1945 brachte ihm weltweite Berühmtheit ein.

### Nach 1945
Während des Indochinakriegs setzte die französische Seite ab 1950 eng mit dem Militär zusammenarbeitende Journalisten und Fotografen, welche mit der Truppe reisten als Teil einer konzertierten Medienstrategie im Krieg ein.
Wohl unterlagen die amerikanischen Reporter im Vietnamkrieg keiner Zensur, aber die expliziten Gewaltdarstellungen verlagerte man in die späte Nachtsendezeit. Die Berichterstattung führte dennoch letztlich zu erheblichem Druck der Öffentlichkeit auf die amerikanische Regierung; noch heute gibt es die Auffassung, der Krieg sei an der „Heimatfront“ verloren worden. Diese Erfahrung führte dazu, dass die US-Regierung bereits in den 1980er Jahren strikte Regeln für die Berichterstattung im Kriegsfall aufstellte. Bei der US-Invasion in Grenada war die Anwesenheit von Journalisten generell verboten.
Es wurde das sogenannte Pool-System entwickelt, das erstmals im Golfkrieg angewandt wurde, und zwar auf alle westlichen Journalisten. Zu Beginn des Irakkriegs 2003 erweiterten die USA dieses Pool-System und erlaubte einer begrenzten Zahl von Journalisten, die alliierten Streitkräfte als sogenannte Embedded Journalists direkt im Einsatz zu begleiten, quasi als nicht bewaffneter Teil der Truppe.
Heutzutage greifen viele Medien auf Informationen zurück, die von den Kriegsparteien selbst veröffentlicht wurden, etwa wenn es um Videos von Angriffen oder Anschlägen geht. Eine objektive Überprüfung dieser Angaben ist oft sehr schwer. Aufgrund von Einsparmaßnahmen, aber auch weil manche Konfliktparteien Journalisten gezielt töten oder einschüchtern wollen, sind Medienfirmen oft nicht bereit, ihre Reporter in Krisengebiete zu entsenden.
In Zusammenhang mit dem Überfall Russlands auf die Ukraine ist 2022 oft Kurt Pelda präsent.

### Eckdaten zur Kriegsfotografie, Kriegsbildberichte
Susanne Mayer nennt 2018 einige Eckdaten zur Kriegsfotografie, nämlich zu deren technischen Bedingungen und zu aktiven Personen.
- 1837: Zwischen der Entdeckung des fotografischen Verfahrens im Jahr 1837 durch Louis Daguerre (1787–1851) mit seiner mit Silberiodid präparierten Glasplatte und der Anwendung bei ersten Kriegsfotografien lagen sieben Jahre.
- 1846: Im Mexikanisch-Amerikanischen Krieg (1846–1848) produzierte der Engländer Roger Fenton (1819–1869) schon 700 Glasnegative von den Kampffeldern.
- 1853: Vom Krimkrieg (1853–1856) waren einige Tausend Fotografien im Umlauf.
- 1861: Aus dem Amerikanischen Bürgerkrieg (1861–1865) existieren mehr als eine Million Fotoaufnahmen. Matthias Miller vom Deutschen Historischen Museum nennt den Amerikanischen Bürgerkrieg die Wiege der Kriegsfotografie, denn zum ersten Mal waren Fotografen bei den Truppen akkreditiert. 22 Männer im Dienst der Nordstaaten waren als Fotografen (Kriegsreporter) aktiv.[19]
- 1862: Der technische Durchbruch kam, als der Fotograf Timothy H. O’Sullivan Kollodium-Nassplatten (Technik von 1851) bei seinen Berichten zum Einsatz brachte. Die Technik war vergleichsweise kostengünstig und lieferte detailreiche Bilder. Sein Foto Die Ernte des Todes (1863), das aufgeblähte Leichen auf dem Schlachtfeld von Gettysburg zeigt, fixiert den Pseudo-Heldentod im Bruderkrieg in vielfachen Reproduktionen dauerhaft.
- Gerda Taros (1910–1937) Bilder werden nach Robert Capas Tod zunächst diesem zugeschrieben, bis ein Koffer mit Dokumenten eine korrekte Zuordnung erlaubt.
- 1943: Natalja Bodes ruhmreichstes Foto im Sinne der Propaganda zeigt zwei Kämpfer, die lachend auf faustgroße Einschüsse am Turm eines deutschen Panzers zeigen: Tiger, Juli 1943. Der deutsche Panzer Tiger galt bis dahin als bester Panzer der Welt. Sie dokumentiert auch von sowjetischer Seite aus die Schlacht von Stalingrad, 1943. Was sich bei Boden Aufnahmen nicht finde, sagt Margot Blank, seien Fotos, wie sie auf deutscher Seite so üblich waren – Fotos, die den Feind zum „Untermenschen“ degradierten.
- 1944/45: Lee Miller (1907–1977), die zusammen mit Man Ray das Fotoverfahren der Solarisation in der Fotografie entdeckte/nutzte (die Grundlagen werden 1857 erstmals beschrieben), rückt als Berichterstatterin mit der amerikanischen Armee bis nach Berlin vor. (Fotografien: London Blitz, Invasion der Alliierten, Befreiung der Konzentrationslager Buchenwald und Konzentrationslager Dachau)
- 2006: Wie die Wirkung eines Leichenfotos umschlagen kann, beschreibt die Kunsthistorikerin Charlotte Klonk in ihrer Studie Terror – Wenn Bilder zu Waffen werden (2017). Als die Amerikaner das blutige Haupt von Al-Sarkawi zeigten, dem Al-Kaida-Führer im Irak, getötet nördlich von Bagdad, wirkt das klassische „Beutebild“, das wie die öffentlich Gehenkten im Mittelalter und den Hinrichtungen in der Neuzeit der Abschreckung dienen sollte, wie ein Märtyrerbildchen, das für den Islamismus mobilisiert.[18]

## Arbeitsbedingungen

### Journalistische Unabhängigkeit
Kriegsbilder sind „immer abhängig von ihrem […] spezifischen historischen politisch-kulturellen Deutungs- und Handlungskontext sowie von den Menschen, die sie produzieren und rezipieren“. „Zu unterschiedlichen Zeiten können sie daher ganz unterschiedlich wahrgenommen werden und zu völlig verschiedenen Reaktionen führen.“
Früh erkannte man den militärischen und propagandistischen Nutzen von Informationen. So lösten bereits mit der Erfindung des Buchdrucks mehr oder minder übertriebene Meldungen über die Türkengefahr in Europa tiefliegende Ängste aus und prägten ein lang andauerndes Feindbild. Mitte des 19. Jahrhunderts wurden Berichte von Kriegen durch die Zeitungsverlage professionalisiert. Die Kriegsberichterstattung entwickelte sich zu einer eigenständigen Form des Journalismus. Zur selben Zeit wurde auch die Fotografie erfunden und damit die sprachliche Berichterstattung um die bildliche Darstellung ergänzt. Die Bilder des Krieges bestimmten von nun an die Vorstellung von Kriegen. Zu den Abbildungen realer Kriegsereignisse gesellten sich Bilder aus Kriegsfilmen. Bilder des Krieges haben eine starke Erinnerungskraft.
„Krieg ist die Fortsetzung von Politik mit anderen Mitteln“ sagte 1832 Carl von Clausewitz in seinem Textfragment Vom Kriege. Und um einen Krieg zu gewinnen, müsse man zunächst die Bevölkerung auf seiner Seite haben:

„Es ist ebenso wichtig die Unterstützung der Öffentlichkeit zu mobilisieren, wie die Streitkräfte für den Krieg zu rüsten. Die Moral steht im Zentrum des Krieges und nicht die physische Stärke. Sieg wird nicht durch Vernichtung erreicht, sondern durch das Zerbrechen der gegnerischen Moral. Ziel des Krieges ist die Moral des Feindes.“

Darauf zielt auch die Kriegsberichterstattung ab und stellt den Krieg so dar, dass die Moral der eigenen Bevölkerung nicht gefährdet, im Gegenzug aber die gegnerische Moral untergraben wird. Die Regierungen haben erkannt, dass die öffentliche Meinung über einen Krieg von seiner Darstellung in den Massenmedien abhängt. Dass dabei manipuliert wird, siehe u. a. die Artikel Propaganda, Medienmanipulation.
In der Mediengesellschaft haben sich zudem die Beziehungen von Kriegsberichterstattung und Sicherheitspolitik verändert. Wie vom Kommunikationswissenschaftler Martin Löffelholz beschrieben, beeinflusst das sicherheitspolitische Kommunikationsmanagement der Regierungen den Journalismus. Gleichzeitig kann die Kriegsberichterstattung jedoch sicherheitspolitische Entscheidungen prägen.
An Beispielen amerikanischer Journalisten der „Vietnamkriegs-Generation“ sieht Lars Klein im Medienbetrieb eine zugrundeliegende Unterstützung der Kriegsziele, weshalb auch kritische Berichte über Defizite letztlich auf eine effizientere Kriegsführung gezielt hätte.

### Neutralität
Das Leben von Kriegsberichterstattern ist naturgemäß stärker gefährdet als das von Korrespondenten außerhalb von Kriegsgebieten. Es gilt als ungeschriebenes journalistisches Gesetz, dass Reporter weder Waffen noch Uniformen tragen. Manche Journalisten lehnen selbst die Benutzung von beschusshemmenden Westen ab. Trotzdem ist auch die eindeutige Kennzeichnung als Journalist kein sicherer Schutz davor, unter Beschuss genommen zu werden – absichtlich oder unabsichtlich. Auch die Arbeitsbedingungen sind teilweise sehr schwierig, vor allem im Fernsehjournalismus. Nur manchmal lässt sich die Infrastruktur der Landesmedien nutzen. Im Golfkrieg und auch im Irakkrieg haben die USA die westliche Presse in bestimmte Hotels oder auch Camps eingewiesen – zu ihrem Schutz und zur Kontrolle.
Die embedded journalists waren zwar unbewaffnet, aber uniformiert und daher für Dritte nicht von den Soldaten der Alliierten zu unterscheiden. Die Eingliederung in die Truppe erschwert – unabhängig von der Zensur – eine objektive Berichterstattung eher als dass sie sie fördert.
Die Zensurpraxis der Alliierten und der Umgang mit den Berichterstattern ist nach dem Golfkrieg in Europa öffentlich diskutiert und auch heftig kritisiert worden. Es wurde bekannt, dass das Militär teilweise auch gezielt falsche Informationen verbreitet hatte (ebenso wie die irakische Seite). Den Journalisten wurde vorgeworfen, zu unkritisch berichtet und dazu beigetragen zu haben, Krieg als „Medienspektakel“ zu inszenieren. Der Golfkrieg war weltweit der erste Krieg, dessen erste Bombenangriffe live im Fernsehen übertragen wurden, in den USA zur besten Sendezeit. Dabei soll der American Broadcasting Company (ABC)-Reporter Gary Shephard gesagt haben:

„Es ist das größte Feuerwerk, das ich je sah. Das ist wie Silvester, es ist phantastisch.“

Kritische Worte zur eigenen Rolle gab es von einer ganzen Reihe von Journalisten. In einer Erklärung der Grimme-Preisträger 2003 hieß es:

„Wir dürfen uns nicht zu Waffenerklärern und Amateurstrategen instrumentalisieren lassen. […] Die wahren Bilder des Krieges sind nicht startende Jets, grün phosphoreszierende Nachtsichten, Militärkarten oder die letzten Videobilder ferngesteuerter Waffen vor ihrem zerstörerischen Einschlag. […] Lasst uns nicht die Wahrheit mit Worthülsen verdecken. Hinter den ‚Kollateralschäden‘ liegen tote Zivilisten, ein ‚Militärschlag‘ ist ein zerstörerischer Bombenangriff und ‚chirurgische Operationen‘ zerfetzen und verstümmeln Menschen. Es gibt keine ‚intelligenten‘ Waffen.“

### Völkerrechtlicher Schutz
Journalisten, die in Gebieten eines bewaffneten Konflikts berufliche Aufträge ausführen, gelten kriegsvölkerrechtlich als Zivilpersonen, sofern sie nichts unternehmen, was diesen Status beeinträchtigt. Ein Ausweis nach Anlage II zum Zusatzprotokoll zu den Genfer Abkommen vom 12. August 1949 über den Schutz der Opfer internationaler bewaffneter Konflikte ausgestellter bestätigt den Status des Inhabers als Journalist. Sind Journalisten bei den Streitkräften als Kriegsberichterstatter akkreditiert und fallen in die Gewalt des Feindes, genießen sie den völkerrechtlichen Status als Kriegsgefangene nach Art. 4 A. Nr. 4 des Genfer Abkommens vom 12. August 1949 über die Behandlung der Kriegsgefangenen (Genfer Abkommen III). Diese sind gehalten, ihnen zu diesem Zweck eine der Anlage IV zum Genfer Abkommen III entsprechende Identitätskarte auszuhändigen.

## Persönlichkeiten
Bedeutende bzw. bekannte Persönlichkeiten des Genres finden sich in der Kategorie:Kriegsreporter.